# 雷忠义
雷忠义（1934年9月—），男，陕西合阳人，中国中医学家，陕西省中医医院心内科主任医师，中国中医科学院博士生导师，第三届国医大师。